# Sistema Boehm
El sistema Boehm es un sistema de llaves para flauta de grandes agujeros creado por el inventor y flautista Theobald Boehm entre los años 1831 y 1847.

## Historia

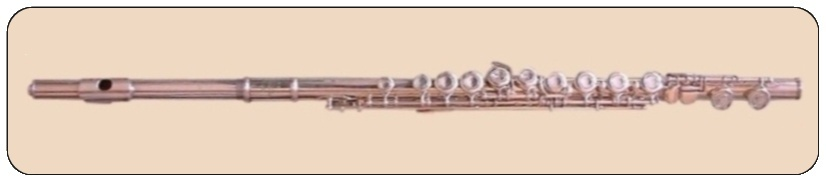
Flauta con sistema Boehm.

Antes del desarrollo del sistema Boehm, las flautas solían estar hechas de madera, con un orificio cónico inverso, ocho teclas y orificios de tono (las aberturas donde se colocan los dedos para producir notas específicas) que eran de tamaño pequeño, y por lo tanto cubierto fácilmente por las yemas de los dedos. El trabajo de Boehm se inspiró en un concierto de 1831 en Londres, ofrecido por el solista Charles Nicholson, quien, con su padre en la década de 1820, había creado una flauta con agujeros de tono más grandes que los que se usaban en diseños anteriores. Este instrumento de agujeros grandes podía producir un volumen de sonido mayor que otras flautas y más agudos, y Boehm se propuso producir su propio diseño de agujeros grandes.
Además de los agujeros grandes, Boehm proporcionó a su flauta "ventilación completa", lo que significa que todas las teclas estaban normalmente abiertas (anteriormente, varias teclas estaban normalmente cerradas y se abrían solo cuando se accionaba la tecla). Boehm también quería ubicar los agujeros de tono en puntos acústicamente óptimos en el cuerpo del instrumento, en lugar de ubicaciones convenientemente cubiertas por los dedos del músico. Para lograr estos objetivos, Boehm adaptó un sistema de llaves montadas en el eje con una serie de "anillos abiertos" (llamados brille, en alemán por "anteojos", ya que se parecían al tipo de monturas de anteojos comunes durante el siglo XIX) que se colocaron otros agujeros de tono, de modo que el cierre de un agujero de tono con un dedo también cerraría una llave colocada sobre un segundo agujero.
En 1832, Boehm introdujo una nueva flauta de calibre cónico, que logró bastante éxito. Sin embargo, Boehm siguió buscando formas de mejorar el instrumento. Al descubrir que un mayor volumen de aire producía un tono más fuerte y claro, reemplazó el orificio cónico por un orificio cilíndrico, y descubrió que una contracción parabólica del orificio cerca del orificio de la embocadura mejoraba el registro bajo del instrumento. También descubrió que el tono óptimo se producía cuando los agujeros de tono eran demasiado grandes para ser cubiertos por las yemas de los dedos, y desarrolló un sistema de placas para los dedos para cubrir los agujeros. Estas nuevas flautas se hicieron al principio de plata, aunque Boehm produjo más tarde versiones de madera.

## Adopción y uso
La flauta cilíndrica Boehm se introdujo en 1847, y el instrumento fue adoptado gradualmente casi universalmente por músicos profesionales y aficionados en Europa y en todo el mundo durante la segunda mitad del siglo XIX. El instrumento fue adoptado para la interpretación de música orquestal y de cámara, ópera y teatro, conjuntos de viento (p. ej., bandas militares y cívicas) y la mayoría de la música que podría describirse libremente como relacionada con la "música clásica occidental" (incluido por ejemplo, el jazz). Se han realizado muchos más refinamientos, e innumerables variaciones de diseño son comunes entre las flautas actuales (la tecla "Sol compensada", la adición del pie Si bajo, etc.) Los conceptos del sistema Boehm se han aplicado en toda la gama de flautas disponibles, incluyendo flautines, flautas altas, flautas bajas, etc., así como otros instrumentos de viento. El material del instrumento puede variar (muchos flautines son de madera, algunas flautas muy grandes son de madera o incluso de PVC).
Gracias al sistema de Boehm, las mejoras y variaciones de diseño en las flautas son cada vez más comunes. Alrededor del 80 % de los intérpretes de música clásica del mundo adoptan este sistema.
Inspirándose en este sistema, el clarinetista y compositor francés Hyacinthe Klosé realiza una serie de cambios y mejoras en el clarinete (como la introducción de anillas móviles) que impulsan al instrumento a un nuevo grado de modernización.